# Pueblo aizi
El pueblo aizi , también conocido como amabue (muin), aproim, aprou, aprumu, aprwe, chicalé, frukpu, lele, mobumrin y tiagbamrin, es un subgrupo de la etnia kru. Sus vecinos adiukru los llaman alladiam. Su territorio histórico está en las riberas de la laguna Ebrié, al sur de Costa de Marfil. Tienen una población estimada de 27.200 personas.

## Idioma

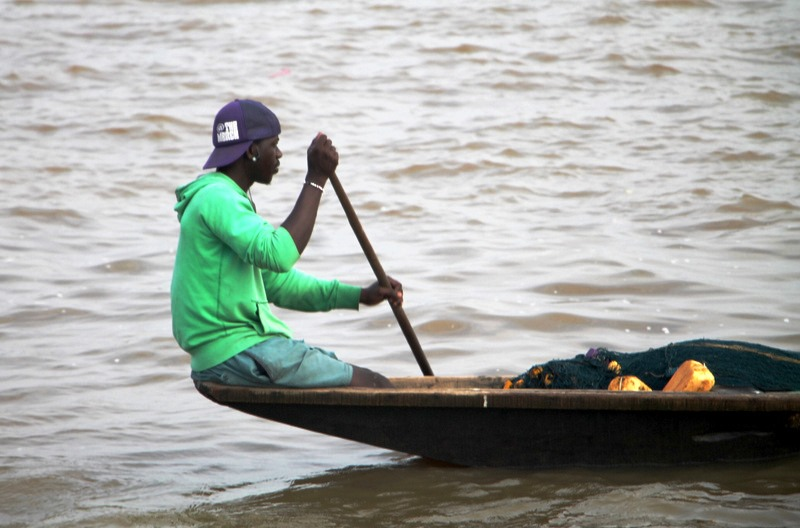
Pesca artesanal en el Lago Ebrié

Los aizi hablan el idioma aproumu o aizi. Se estima que a 2016 cuenta con 27.200 hablantes. Forma parte de las lenguas kru.
Sus principales dialectos son el Aproumu Aizi (10.000 hablantes), el Mobumrin Aizi (3.200 hablantes) y el Tiagbamrin Aizi (14.000 hablantes).
El dialecto Mobumrin Aizi también es conocido como Ahizi; Aizi; Edeyi; Frukpu; Mobumrin.
El dialecto Tiagbamrin Aizi recibe también los nombres: Ahizi; Edeyi; Prokpo; Tiagba; Tiagbamrin.
El dialecto Aproumu Aizi tiene como nombres alternativos: Aizi; Aproin; Aprou; Aprwe; Frukpu

## Territorio

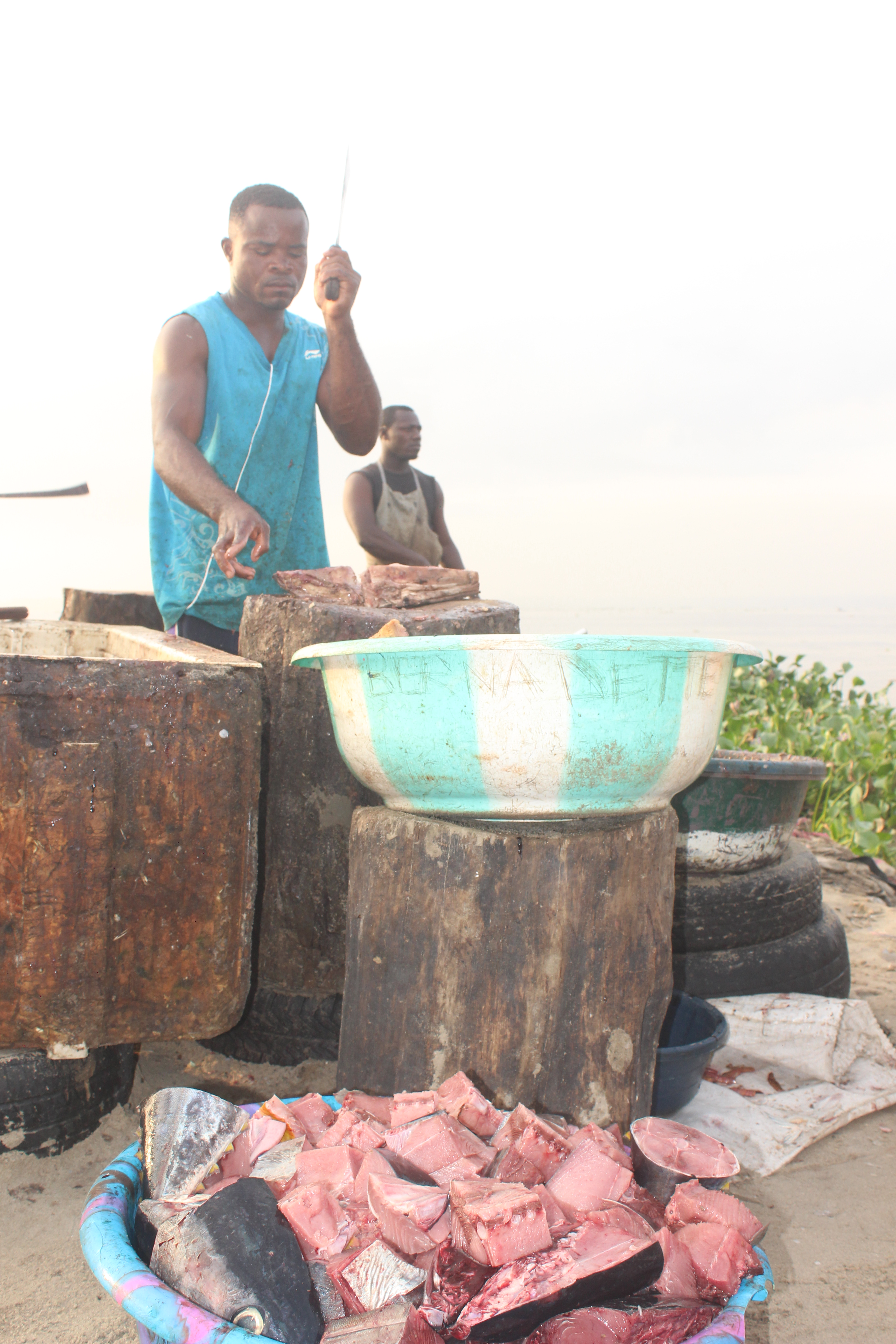
Faena tras la pesca. Lago Ebrié

A 2016 se encuentran comunidades aizi en la región de Grands-Ponts (Jacqueville), Laguna de Ebrié, Attoutou A (barrio nuevo), Attoutou B, Tefredji, Koko, Bapo (Allaba B, Taboth); Dabou s, Allaba.

## Economía
Tienen plantaciones de coco, aceite de palma, café y cacao. Explotan la pesca en su zona.

## Cultura
Junto con los pueblos akan y avikam, los aizi practican la danza mapouka o macouka. Una expresión corporal y musical de la zona de Dabou, caracterizada por el movimiento rítmico de las nalgas. Danza que es considerada como el origen histórico o fuente de inspiración de danzas populares contemporáneas de “booty dance”, que entre otras incluye movimientos como wine (círculos), shake (sacudidas), jiggle (sacudidas laterales), booty clap (palmadas), bubble (simular burbujas), bounce (rebotes) y popping (elevaciones).

## Religión
Según estimaciones de la plataforma Joshua Project., a 2016 el 70% de la población es católica, el 15% profesa el protestantismo y el 15% forma parte de las iglesias evangélicas independientes.